# Plagiolepis nynganensis
Plagiolepis nynganensis är en myrart som beskrevs av Mcareavey 1949. Plagiolepis nynganensis ingår i släktet Plagiolepis och familjen myror. Inga underarter finns listade i Catalogue of Life.